# Biskupi gandawscy

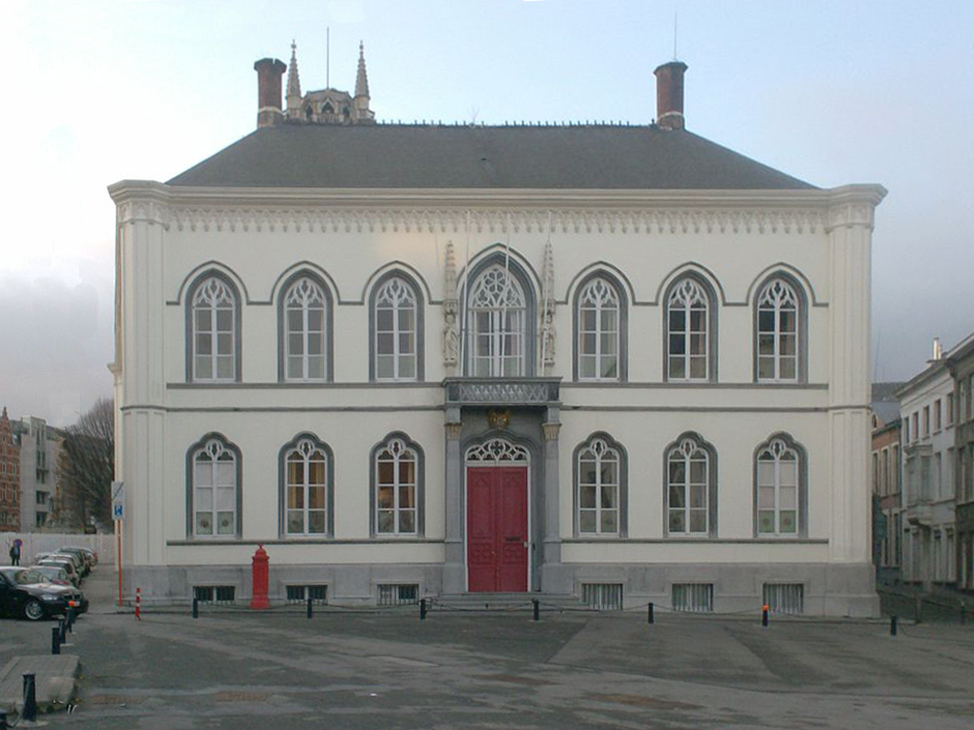
Pałac biskupi w Gandawie

Biskupi gandawscy – lista biskupów pełniących swoją posługę na terenie diecezji gandawskiej.

## Biskupi

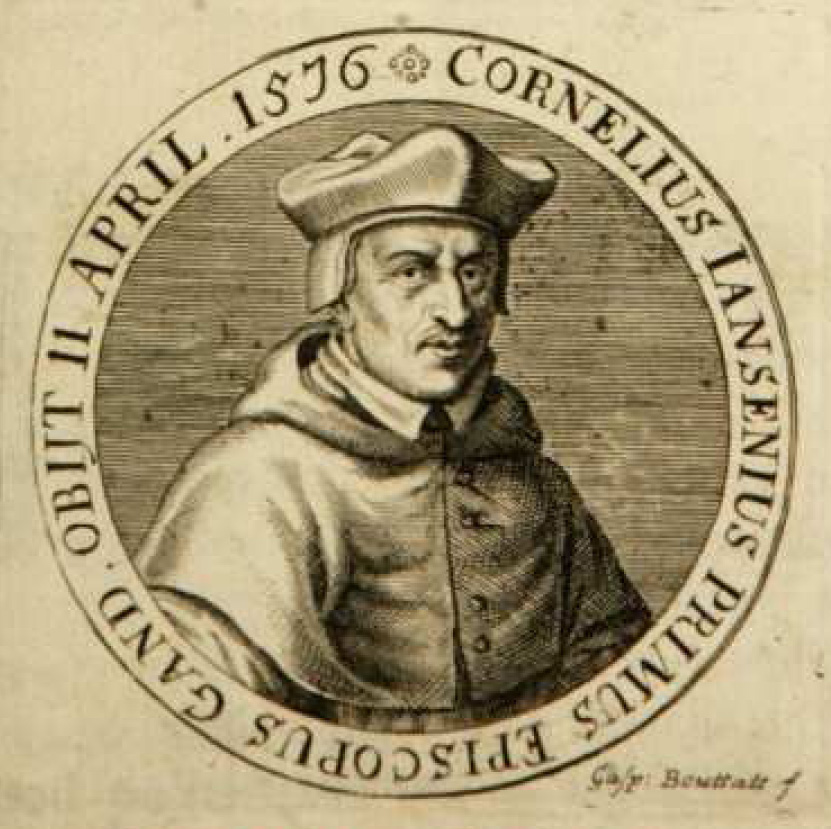
Cornelius Jansenius

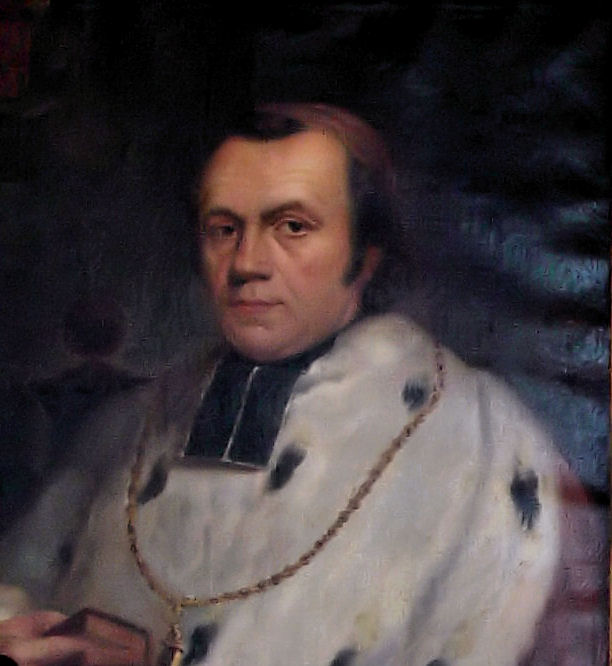
Biskup Hendrik-Frans Bracq

### Ordynariusze
| L.p. | Lata rządów | Imię i nazwisko                                                  | Dewiza                      |
| ---- | ----------- | ---------------------------------------------------------------- | --------------------------- |
| *    | 1562–1564   | ks. Frans van Helfaut                                            |                             |
| 1.   | 1565–1576   | bp Cornelius Janssen                                             | State                       |
| *    | 1585–1585   | bp Jan Fonck                                                     |                             |
| *    | 1585–1587   | ks. Mattheus Rucquebusch                                         |                             |
| 2.   | 1588–1588   | bp Willem Damasz van der Linden                                  | Quæ sursum sunt quærite     |
| 3.   | 1590–1609   | bp Pieter Damant                                                 | Deum redama                 |
| 4.   | 1610–1612   | bp Karel Maes                                                    | Deo duce                    |
| 5.   | 1613–1616   | bp François Van Der Burch                                        | Unitas libertatis ars       |
| 6.   | 1617–1620   | bp Jacob Boonen                                                  | Vince in bono               |
| 7.   | 1622–1657   | bp Antoon Triest                                                 | Confidenter                 |
| 8.   | 1660–1665   | bp Karel van den Bosch                                           | Crucier ne crucier          |
| 9.   | 1666–1673   | bp Eugeen-Albert d’Allamont                                      | Patiens esto                |
| 10.  | 1677–1679   | bp Frans van Horenbeke                                           | Facere et docere            |
| 11.  | 1679–1680   | bp Ignaas-August van Grobbendonck-Schetz                         | In labore quies             |
| 12.  | 1681–1694   | bp Albert van Hornes                                             | Lex tua meditatione mea est |
| 13.  | 1695–1730   | bp Philips-Erard van der Noot                                    | Respice finem               |
| 14.  | 1730–1741   | bp Jan-Baptist de Smet                                           | Caelestia cude arma         |
| 15.  | 1743–1770   | bp Maximiliaan-Antoon van der Noot                               | Respice finem               |
| 16.  | 1772–1778   | bp Govaart-Geraard van Eersel                                    | Ordinate et provide         |
| 17.  | 1779–1795   | bp Ferdinand-Marie de Lobkowitz                                  | Adhaerere Deo bonum         |
| *    | 1795–1802   | sede vacante                                                     |                             |
| 18.  | 1802–1807   | bp Etienne-André-François de Paule Fallot de Beaumont de Beaupré |                             |
| 19.  | 1807–1821   | bp Maurice-Jean-Madeleine de Broglie                             |                             |
| *    | 1821–1829   | sede vacante                                                     |                             |
| 20.  | 1829–1838   | bp Jan Frans Van De Velde                                        | Auxilium meum a domino      |
| 21.  | 1838–1864   | bp Lodewijk-Jozef Delebecque                                     | Monstra te esse Matrem      |
| 22.  | 1865–1888   | bp Hendrik-Frans Bracq                                           | In nomine Domini            |
| 23.  | 1888–1889   | bp Hendrik-Karel Lambrecht                                       | Regnet Christus             |
| 24.  | 1889–1916   | bp Antoine Stillemans                                            | Vivat Jesus                 |
| 25.  | 1917–1927   | bp Emile Joannes Seghers                                         | In cruce salus              |
| 26.  | 1927–1947   | bp Honoré Joseph Coppieters                                      | Fide et caritate            |
| 27.  | 1948–1963   | bp Karel Justien Calewaert                                       | Caritate veritatis          |
| 28.  | 1964–1991   | bp Leonce Albert van Peteghem                                    | In Deo salutari             |
| 29.  | 1991–2003   | bp Arthur Luysterman                                             | Et in terra pax             |
| 30.  | 2003–2019   | bp Lucas Van Looy, S.D.B.                                        | In nomine patris            |
| 31.  | 2019–2025   | bp Lode Van Hecke                                                | Cum gaudio Spiritus Sancti  |

### Biskupi pomocniczy
- 1668–1678: bp Nicolas Franch, biskup tytularny
- 1832–1834: bp Franciscus-Renatus Boussen, biskup tytularny Ptolemais in Phoenicia
- 1877-przed 1889: bp Gustave Leonard de Battice, koadiutor, biskup tytularny  Pella
- 1914–1943: bp Eugenio van Rechem, biskup tytularny Carpasia
- 1927–1927: bp Honoré Joseph Coppieters, koadiutor, biskup tytularny Helenopolis in Bithynia
- 1948–1964: bp Oscar Joseph Joliet, biskup tytularny Constantia in Arabia
- 1960–1991: bp Leo-Karel Jozef De Kesel, biskup tytularny Synaus
- 1990–1991: bp Arthur Luysterman, koadiutor